# Herb powiatu świdwińskiego
Herb powiatu świdwińskiego – jeden z symboli powiatu świdwińskiego, ustanowiony 26 września 2000.

## Wygląd i symbolika
Herb przedstawia na tarczy dwudzielnej w słup w polu prawym błękitnym wspiętego gryfa czerwonego skierowanego w lewo, w polu lewym srebrnym w górnej części czerwone mury miejskie blankowane z otwartą bramą w wieży pośrodku muru, nad wieżą orzeł czerwony, w dolnej części trzy krzewy winorośli na złotych tyczkach wbitych w trzy zielone wzgórza. Gryf czerwony pochodzi z herbu Pomorza, mury miejskie i czerwony orzeł z herbu siedziby powiatu – Świdwina, trzy krzewy winorośli z herbu Połczyna-Zdroju.